# فيوريل دينو
فيوريل دينو (بالرومانية: Viorel Dinu)‏ (17 مارس 1980 ببوخارست في رومانيا - ) هو لاعب كرة قدم روماني في مركز الهجوم. لعب مع جامعة كلوج وكونكورديا كياجنا وCSM Cetatea Suceava ‏ وFC Progresul București ‏ وAFC Săgeata Năvodari ‏ وASC Daco-Getica București ‏ وFCM Câmpina ‏ وSCM Dunărea Giurgiu ‏ وACS Berceni ‏ وACS Olimpic Snagov ‏ وCSM Fieni ‏.

## وصلات خارجية
- فيوريل دينو على موقع قاعدة بيانات كرة القدم.إي يو (الإنجليزية)
- فيوريل دينو على موقع Soccerway.com (الإنجليزية)